# 스카페이스 (1932년 영화)
《스카페이스》(Scarface)는 1932년 개봉한 미국의 갱스터 영화로, 하워드 호크스가 감독하고 벤 헥트가 각본을 썼다. 그리고 폴 무니, 앤 드보락, 오스굿 퍼킨스, 캐런 몰리, 조지 래프트, 보리스 칼로프가 출연했다. 원작은 아미티지 트레일이 알 카포네를 모티브로 쓴 동명의 소설로, 이탈리아 이민자 토니 카몬테가 시카고의 거대 갱조직의 보스로 성장하고 승승장구하다 끝내 몰락에 이르는 과정을 그려냈다.

## 출연
- 폴 무니 - 안토니오 "토니" 카몬테
- 앤 드보락 - 프란체스카 "체스카" 카몬테
- 조지 래프트 - 귀도 리날도
- 오스굿 퍼킨스 - 존 "조니" 로보
- 캐런 몰리 - 포피
- 보리스 칼로프 - 톰 개프니
- C. 헨리 고든 - 벤 과리노 수사관
- 빈스 바넷 - 앤절로
- 퍼넬 프랫 - 가스턴
- 털리 마셜 - 주필
- 이네스 팔란지 - 카몬테 부인
- 에드윈 맥스웰 - 형사과장